# Renault R25

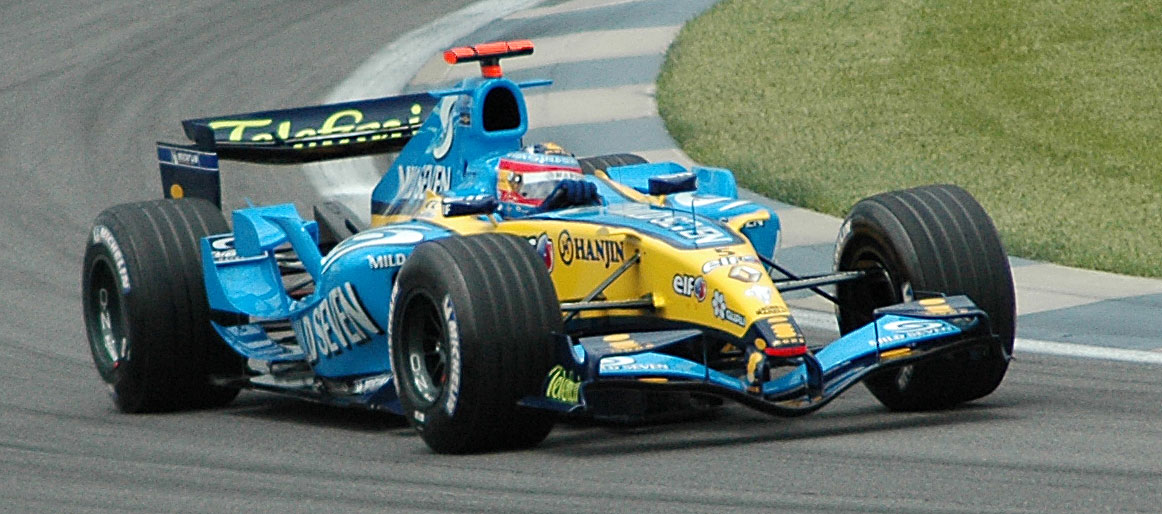
Fernando Alonso v R25 na trati v americkém Indianapolis.

Renault R25 je závodní vůz, který používal tým Renault ve Formuli 1 v sezóně 2005. Díky tomuto vozu vyhrál Fernando Alonso Jezdecký pohár a zároveň Renault F1 Pohár konstruktérů.
Za sezónu Renault R25 získal v kokpitu s F. Alonsem a G. Fisichellou celkem 191 bodů, 8 závodů vyhrál a 15krát se objevil na stupních vítězů. Jeho nástupcem pro sezónu 2006 byl model R26.